# Asatru Folk Assembly

Il disegno dei corni intrecciati trovati sulla Pietra Snoldelev danese è il simbolo dell'associazione dal 2006

La Asatru Folk Assembly o AFA è una associazione etenista con sede negli USA fondata da Stephen McNallen in 1994. 
Gardell nel 2003 classificò l'AFA come folkish. Nonostante alcune iniziali affermazioni teoriche l'organizzazione è di estrema destra ed è monopolizzata da suprematisti bianchi.
L'AFA è riconosciuta come una organizzazione religiosa non-profit dall'articolo della legislazione statunitense 501(c)(3). Ha sede a Nevada City, in California.

## Storia
L'Asatru Folk Assembly è l'erede del gruppo chiamato Asatru Free Assembly fondato da McNallen nel 1974 e scioltosi nel 1986, dividendosi nel movimento folkish Ásatrú Alliance e nel movimento universalista The Troth. Dall'Asatru Free Assembly si formò un gruppo chiamato Viking Brotherhood ("Fratellanza vichinga) fondata da McNallen insieme a Robert Stine nel 1971.
La defunta Asatru Free Assembly è distinta dalla moderna Asatru Folk Assembly con le espressioni "vecchia AFA" e "nuova AFA", rispettivamente.
Dal 1997 al 2002, l'AFA fu membro della Asatru Alliance.

## Obbiettivi
Come espresso dalla AFA nella dichiarazione dei propositi, i suoi obbiettivi sono:
1. La pratica, la promozione, l'organizzazione e il proselitismo dell'etenismo.
2. La tutela dei popoli nordici (scandinavi/germani e celti), e il mantenimento della loro discendenza.
3. La richiesta rivolta a tutti i fratelli e le sorelle dei popoli nordici di ritornare alla loro religione nativa.
4. La creazione di una comunità, l'opposizione all'alienazione
5. La promozione del multiculturalismo tra tutti i popoli e culture, in opposizione alla monocoltura.
6. Instillare nel popolo l'amore verso la libertà e l'odio verso tutte le forme di tirannia.
7. L'uso della scienza e della tecnologia per il benessere del popolo, proteggendo la natura in cui i vive e lavorardo con essa.
8. L'esplorazione dell'universo, assecondando la natura del nostro genere.
9. Affrontare gli screzi e le lotte della vita, accogliendoli come una sfida, vivendo con gioia.

## Metagenetica
McNallen coniò il termine "metagenetica" nel 1985 in linea con i principi filosofici dell'AFA, affermando che ci sono implicazioni spirituali e metafisiche all'eredità.
In un articolo del 1999, McNallen confermò la sua posizione, invocando le teorie di Rupert Sheldrake e la teoria dell'Inconscio collettivo di Carl Gustav Jung come "veramente simili al concetto germanico di Wyrd" e presentò la definizione di "metagenetica" come:

"L'ipotesi che ci sono implicazioni spirituali e metafisici tra le parentele fisiche tra gli umani che vanno oltre agli odierni limiti della genetica, senza scontrarsi con essa."